# Ballarat (manzana)
Ballarat es el nombre de una variedad cultivar de manzano (Malus domestica). Esta manzana está cultivada en la colección de la Estación Experimental Aula Dei (Zaragoza). Así mismo está cultivada en la colección repositorio de la National Fruit Collection con el número de accesión: 1930-057 y Accession name: Ballarat Seedling. Originaria de los alrededores de la ciudad de Ballarat, Victoria, Australia, en el jardín de la Sra. Stewart en 1870. Conocida comercialmente a principios de 1900. Muy cultivada desde antiguo como manzana fresca de mesa en la comunidad foral de Navarra, Aragón, Cataluña y en La Rioja. Las frutas tienen una carne gruesa y dura con un sabor subacido.

## Sinónimos
- "Ballarat Seedling",
- "Manzana Ballarat",[8]
- "Stewart",
- "Stewart's Seedling".[3]

## Historia
La manzana 'Ballarat' es una antigua variedad encontrada casualmente en Ballarat, Victoria, Australia, en el jardín de la Sra. Stewart en 1870. Conocida comercialmente a principios de 1900. Las frutas tienen una carne gruesa y dura con un sabor subacido.
Su cultivo se extendió desde antiguo por diferentes países, así fructificó por primera vez en el Reino Unido poco antes de 1900, donde era conocida como 'Ballarat Seedling'.
Es España se ha cultivado desde antiguo como manzana fresca de mesa en la comunidad foral de Navarra, Aragón, Cataluña y en La Rioja.

## Características

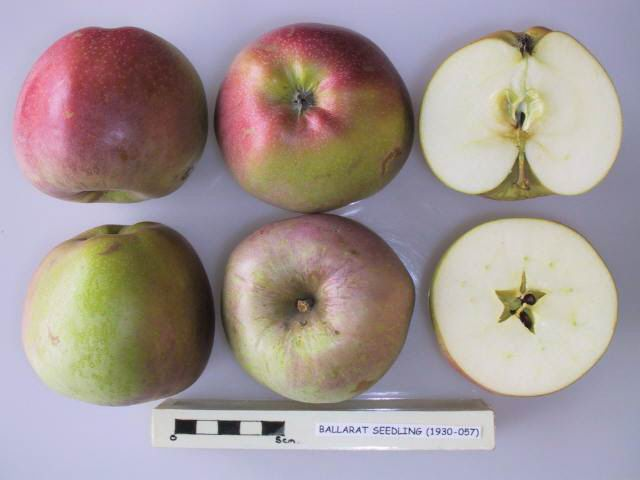
La Manzana 'Ballarat Seedling' seccionada.

El manzano de la variedad 'Ballarat' tiene un vigor alto; porte desplegado, con hojas pequeñas; tubo del cáliz ancho y alargado, y con los estambres insertos por la mitad. Tiene un tiempo de floración precoz que comienza a partir del 5 de mayo con el 10% de floración, con floración larga para el 9 de mayo tiene una floración completa (80%), y para el 17 de mayo tiene un 90% de caída de pétalos.
La variedad de manzana 'Ballarat' tiene un fruto de tamaño grande; forma esfero-cónica y globosa, acostillada, con contorno asimétrico, con una altura de 67.00mm x anchura de 77.00mm; piel lisa; con color de fondo verde-claro, importancia del sobre color medio, siendo el color del sobre color rojo, siendo el reparto del sobre color en chapa, presentando chapa iniciada de tono rojo, acusa un punteado abundante que desde la zona superior se reparte desigualmente sobre la superficie, y con una sensibilidad al "russeting" (pardeamiento áspero superficial que presentan algunas variedades) ausente; pedúnculo corto, y recto, semi-fino, anchura de la cavidad peduncular amplia, profundidad cavidad pedúncular profunda, fondo con chapa ruginosa, bordes ondulados, y con una importancia del "russeting" en cavidad peduncular media; anchura de la cavidad calicina relativamente estrecha, profundidad de la cavidad calicina poco profunda, rebajada de un lado, fruncido el fondo y marcando ondulación en el borde desde donde, en forma acostillada, se reparte a lo largo del fruto, y con importancia del "russeting" en cavidad calicina débil; ojo cerrado; sépalos anchos, carnosos en su base y puntas secas.
Carne de color blanca verdosa; textura crujiente; sabor aceptable; corazón situado más cerca del pedúnculo, bulbiforme; eje estrecho y cóncavo; celdas anchas; semillas tamaño grande, y alargadas.
La manzana 'Ballarat' tiene una época de maduración y recolección muy tardía, su recolección comercial se lleva a cabo a mediados de diciembre, aguanta en conservación. Se usa como manzana de mesa fresca de mesa, para la cocina y para la elaboración de sidra.